# Giulio Bernardini
Giulio Bernardini (Pescia, 16 agosto 1863 – 3 marzo 1946) è stato un architetto italiano.

## Biografia
La sua famiglia era originaria di Montecarlo, poi trasferita a Pescia, ed era composta da costruttori, decoratori e stuccatori. Il suo nonno paterno Pietro lavorò alla ristrutturazione di numerose chiese in giro per la Toscana. Suo padre Alessandro e lo zio Bernardo erano specializzati nelle decorazioni di interni, in particolare nella realizzazione delle scagliole. Interruppe gli studi scolastici a tredici anni, iniziando a lavorare nell'impresa di famiglia, ma proseguì la formazione da autodidatta. S'iscrisse successivamente alle Scuole Tecniche e Normali nella sua città, dove nel 1894 conseguì il diploma di abilitazione all'insegnamento del disegno. Appassionato di architettura medievale e rinascimentale, curò i restauri di vari edifici storici della città di Pescia, dal Palazzo Cecchi al Palagio, dal Palazzo del Vicario alla chiesa di San Francesco. Nei dintorni di Pescia, progettò i campanili della chiesa dei Santi Quirico e Giulitta a Veneri, del convento di Colleviti e della chiesa di Sant'Andrea a Montecarlo. Si cimentò anche in progettazioni di abitazioni private in stile liberty, oltre che di cappelle funerarie in stile eclettico nel cimitero di Pescia. In occasione delle feste di maggio del 1886 in onore del Santissimo Crocifisso riuscì a rendere navigabile il fiume Pescia, nel tratto urbano tra i ponti di San Francesco e del duomo.
L'opera che gli dette maggior notorietà fu la progettazione urbanistica di Montecatini Terme, secondo il modello delle ville d'eaux europee, con viali alberati e abitazioni eleganti. Sua la ristrutturazione della Locanda Maggiore e la progettazione degli alberghi Grand Hotel La Pace, Bristol, Scannavini, Eden. Soprattutto, dalla sua penna uscirono gli stabilimenti termali Torretta, Fortuna e Tamerici e l'impianto del parco termale, oggi riconosciuti patrimonio dell'Unesco.
Operò anche in altre località toscane, a Firenze, Pisa, Casciana Terme, Lamporecchio, Castelfiorentino, San Piero Agliana, e italiane, come Salsomaggiore Terme e Agnano Terme.
Contestualmente all'intensa attività di progettista, fu molto impegnato in iniziative culturali e filantropiche in Valdinievole (governatore della Misericordia di Pescia, presidente della Cassa di Risparmio e della Banda musicale sempre a Pescia, membro della Pro Montecatini, etc.) e politiche. Profondamente cattolico, ebbe simpatie clerico-moderate e nel 1919 aderì al Partito Popolare Italiano. Fu più volte consigliere comunale e assessore del comune di Pescia. Nel 1927, fu schedato come oppositore del regime fascista dal prefetto di Lucca, sotto la cui provincia era al tempo compresa la Valdinievole, e rimosso dalla carica di ispettore onorario agli scavi e monumenti della Valdinievole, che deteneva dal 1897.

## Opere
- Bernardini Giulio, Memorie sparse della città di Pescia, Tipografia Nucci 1899.